# Liga Gjergj Kastrioti
Liga Gjergj Kastrioti – wspólne rozgrywki ligowe w piłce siatkowej dla klubów z Albanii i Kosowa organizowane przez Albański Związek Piłki Siatkowej (Federata Shqiptare e Volejbollit, FSHV) oraz Związek Piłki Siatkowej Kosowa (Federata e Volejbollit e Kosovës, FVK). Po raz pierwszy odbyły się w 2022 roku. Mają one na celu umocnienie współpracy między oboma siatkarskimi związkami. Nazwa odnosi się do albańskiego bohatera narodowego Gjergja Kastriotiego. Obok rozgrywek ligowych oba związki organizują również Puchar Niepodległości dla upamiętnienia albańskich listopadowych świąt.

## Mistrzowie
| Sezon | Sezon     | Miejsce finału | Mistrz             | Finalista           | Wynik finału                     | *     |
| ----- | --------- | -------------- | ------------------ | ------------------- | -------------------------------- | ----- |
| 1     | 2022      | Tirana         | Tirana             | Erzeni (Shijak)     | 3:0 (25:21, 25:18, 25:21)        | [ 3 ] |
| 2     | 2022/2023 | Prisztina      | Erzeni (Shijak)    | Partizani (Tirana)  | 3:0 (25:18, 25:23, 25:21)        | [ 4 ] |
| 3     | 2023/2024 | Korcza         | Partizani (Tirana) | Tirana              | 3:0 (25:21, 25:18, 25:22)        | [ 5 ] |
| 4     | 2024/2025 | Lipjan         | Partizani (Tirana) | Skënderbeu (Korcza) | 3:1 (22:25, 25:13, 25:23, 27:25) | [ 6 ] |